# Storsjön (Bjurholms socken, Ångermanland, 710655-164677)
Storsjön är en sjö i Bjurholms kommun i Ångermanland och ingår i Lögdeälvens huvudavrinningsområde. Sjön har en area på 0,239 kvadratkilometer och ligger 329,5 meter över havet. Sjön avvattnas av vattendraget Röjavattsbäcken.

## Delavrinningsområde
Storsjön ingår i det delavrinningsområde (710684-164746) som SMHI kallar för Utloppet av Storsjön. Medelhöjden är 356 meter över havet och ytan är 6,68 kvadratkilometer. Det finns ett avrinningsområde uppströms, och räknas det in blir den ackumulerade arean 11,45 kvadratkilometer. Röjavattsbäcken som avvattnar avrinningsområdet har biflödesordning 2, vilket innebär att vattnet flödar genom totalt 2 vattendrag innan det når havet efter 92 kilometer. Avrinningsområdet består mestadels av skog (76 procent) och sankmarker (15 procent). Avrinningsområdet har 0,3 kvadratkilometer vattenytor vilket ger det en sjöprocent på 4,4 procent.